# Back That Up to the Beat
Back That Up to the Beat est une chanson de l'artiste américaine Madonna; sortie sur les plateformes numériques et de streaming le 30 décembre 2022, et diffusée à la radio le 20 janvier 2023 en Italie. 

## Production
D'abord intitulé Back That Up (Do It), le morceau est enregistré pour le 13e album studio de Madonna, Rebel Heart (2015), mais n'est finalement pas retenu dans la liste finale des titres. La chanson est divulguée le 23 décembre 2014 sur Internet, La version finale retravaillée figure en tant que titre bonus sur l'édition deluxe internationale du quatorzième album studio de Madonna, Madame X (2019).

## Classements
| Classement (2022–2023)            | Meilleure position |
| --------------------------------- | ------------------ |
| Canada (Billboard)                | 24                 |
| Hongrie (Rádiós Top 40)           | 5                  |
| Lituanie (AGATA)                  | 84                 |
| Italie San Marino (SMRRTV Top 50) | 23                 |
| Turquie (Radiomonitor)            | 4                  |
| Royaume-Uni (UK Download Chart)   | 14                 |